# Parepare
Parepare este un oraș din Indonezia.